# Lychaete
Lychaete, rod zelenih algi iz porodice Cladophoraceae. Postoji 19 priznatih vrsta. Sinonim: Acrocladus Nägeli, 1847.

## Vrste
1. Lychaete bainesii (F.Müller & Harvey ex Harvey) M.J.Wynne
2. Lychaete battersii (C.Hoek) M.J.Wynne
3. Lychaete dotyana (W.J.Gilbert) M.J.Wynne
4. Lychaete echinus (Biasoletto) M.J.Wynne
5. Lychaete feredayi (Harvey) M.J.Wynne
6. Lychaete feredayoides (Kraft & A.J.K.Millar) M.J.Wynne
7. Lychaete herpestica (Montagne) M.J.Wynne
8. Lychaete japonica (Yamada) M.J.Wynne
9. Lychaete longicellulata (C.Hoek) M.J.Wynne
10. Lychaete minisakaii (C.Hoek & Chihara) M.J.Wynne
11. Lychaete mirabilis (C.Agardh) J.Agardh
12. Lychaete ohkuboana (Holmes) M.J.Wynne
13. Lychaete pellucida (Hudson) M.J.Wynne
14. Lychaete pellucidoidea (C.Hoek) M.J.Wynne
15. Lychaete pseudobainesii (C.Hoek & Searles) M.J.Wynne
16. Lychaete pygmaea (Reinke) M.J.Wynne
17. Lychaete radiosa (Suhr) M.J.Wynne
18. Lychaete rhodolithicola (Leliaert) M.J.Wynne
19. Lychaete sakaii (I.A.Abbott) M.J.Wynne